# Андреј Палеолог (Манојлов син)
Андреј Палеолог (Грчки: Ανδρεας Παλαιολογος; 1520), понекад англицизован као Андрија Палеолог, био је син Манојла Палеолога. Андреј је вероватно добио име по свом стрицу, Манојловом брату, Андреју Палеологу. Андрејев отац се вратио из изгнанства под заштитом папства у Цариград 1476. године и био је издашно збринут од стране султана Мехмеда II од Османског царства, који је освојио град од Манојлових рођака 1453. године. Иако је Манојло остао хришћанин до своје смрти у неком тренутку пре 1512. године, Андреј је прешао на ислам и служио је као османски дворски службеник под именом Мехмет-паша. Био је последњи сигурни члан царске гране породице Палеолог.

## Биографија
Андреј Палеолог био је син Манојла Палеолога и унук деспота Томе Палеолога, брата цара Константина XI Палеолога, последњег византијског цара. Иако је цар Константин XI погинуо бранећи Цариград од Османлија и султана Мехмеда II 1453. године, а деспот Тома је побегао у изгнанство 1460. године, Манојло је отпутовао у Цариград 1476. године да би се предао на милост и немилост султану Мехмеда II. Раније је Манојло живео са својим братом Андрејом под заштитом папства у Риму, али стално смањење њихове обезбеђене новчане надокнаде довело је до лоше финансијске ситуације. Након што је добио неколико незадовољавајућих понуда од разних западноевропских војвода, Манојло је био задовољан великодушном исплатом коју је добио од султана Мехмеда II у Цариграду и остао је у граду до краја живота. Поред прихода, султан Мехмед II је Манојлу обезбедио и смештај и две конкубине. Са ове две конкубине, или евентуално женом, Манојло је имао најмање два сина; Јован, који је умро млад, и млађи Андреј.
Манојло је умро као хришћанин у неком тренутку током владавине Мехмедовог сина и наследника, султана Бајазита II (владао 1481–1512), али је Андреј прешао на ислам. Године 1932, грчки византолог Дионисије Закитинос је идентификовао Андреја као исту особу као и Месих-паша, османски војник који је учествовао у неуспелом нападу на Родос 1480. године. Пошто је Андреј у то време имао највише четири године, идентификација је погрешна. Међутим, прави Месих-паша изгледа да је имао извесно палеолошко порекло, будући да је син Томе Палеолога Гидоса. Енглески историчар Стивен Рансиман пише да је муслиманско име Андреја било Мехмет-паша и да је служио као дворски чиновник у Цариграду.
Верује се да Андреј није имао своју децу. Енглески историчар Вилијам Милер пише да се за Андреја, под именом Мехмет-паша, последњи пут чује за време владавине султана Сулејмана I Величанственог (1520–1566). Иако су племићи са именом Палеолоg забележени у каснијим вековима, посебно породица из Пезара у Италији која је тврдила да потиче од царске династије, њихово порекло се не може поуздано потврдити. Ако се узму у обзир само они Палеолози чије се легитимно мушко порекло може поуздано потврдити, смрт Андреја у неком тренутку у XVI веку означила је изумирање царске породице.